# 1º aprile
Il 1º aprile o primo aprile è il 91º giorno del calendario gregoriano (il 92º negli anni bisestili). Mancano 274 giorni alla fine dell'anno.
In quanto primo del mese, a differenza degli altri giorni, è solitamente scritto con l'indicatore ordinale. Tuttavia, sebbene sconsigliabile, è in aumento l'uso della forma con il numerale cardinale (1 aprile).
Per tradizione, il primo aprile è il giorno degli scherzi noti come pesci d'aprile.

## Eventi
- 457 - Il magister militum Maggioriano è acclamato imperatore romano d'Occidente dalle truppe, sei miglia fuori Ravenna.
- 527 - L'imperatore bizantino Giustino I nomina il nipote Giustiniano I co-imperatore e successore al trono
- 1572 - Paesi Bassi: i Watergeuzen (Pezzenti del mare) di Guglielmo II di La Marck attaccano ed occupano Brielle, e poi Flessinga. Issandovi la bandiera di Guglielmo I d'Orange provocano la ribellione di varie città al dominio spagnolo.
- 1748 - L'antica città di Pompei torna alla luce grazie agli scavi archeologici decisi da Carlo di Borbone
- 1795 - A Parigi grande insurrezione montagnarda del 12 germinale contro la Convenzione termidoriana
- 1826 - Samuel Morey brevetta il motore a combustione interna
- 1865 - Guerra di secessione americana: battaglia di Five Forks (Petersburg, Virginia); l'esercito confederato guidato dal generale Robert E. Lee inizia l'offensiva finale
- 1867 - Singapore diventa una colonia britannica
- 1873 - Il battello britannico SS Atlantic affonda al largo della Nuova Scozia: 547 vittime
- 1918 - I Royal Flying Corps si fondono con il Royal Naval Air Service e formano la Royal Air Force (RAF)
- 1924 - Adolf Hitler è condannato a cinque anni di prigione per la sua partecipazione al Putsch della Birreria: vi rimase solo nove mesi, durante i quali scrisse il Mein Kampf
- 1933 - Boicottaggio del neoeletto nazista Julius Streicher contro ogni compagnia d'affari ebraica in Germania: sarà l'inizio dell'antisemitismo che condurrà all'Olocausto
- 1934
  - La coppia di banditi Bonnie e Clyde uccide due giovani agenti di polizia vicino a Grapevine, Texas
  - Papa Pio XI proclama santo Don Bosco
- 1936 - Guerra d'Etiopia, le colonne italiane partite dall'Eritrea occupano Gondar
- 1937 - Aden diventa colonia britannica
- 1938 - La svizzera Nestlé commercializza il primo caffè solubile
- 1939
  - Termina la guerra civile spagnola, con la vittoria della Falange
  - Germania: varo della corazzata Tirpitz
- 1942 - Seconda guerra mondiale: gli aerei italiani bombardano Gibilterra.
- 1944 - Seconda guerra mondiale: Francia: inizio del Massacro di Ascq per mano nazista.
- 1945 - Seconda guerra mondiale: battaglia di Okinawa: le truppe statunitensi sbarcano su Okinawa in quella che sarà l'ultima campagna di guerra.
- 1946 - Un terremoto di magnitudo 7.8 colpisce le Isole Aleutine e le Isole Hawaii: 150 morti, principalmente a Hilo, Hawaii
- 1948 - Il Consiglio di sicurezza dell'ONU adotta la Risoluzione 43 e 44 sulla Questione palestinese
- 1949
  - Guerra civile cinese: dopo tre anni di combattimenti il Partito Comunista Cinese avvia colloqui di pace con il Kuomintang, a Pechino. I colloqui, iniziati tra turbolenze e proteste, naufragano sul nascere.
  - In Canada cessano i provvedimenti atti all'internamento dei cittadini canadesi di origine giapponese
- 1954 - Il presidente statunitense Dwight D. Eisenhower dispone la creazione dell'United States Air Force Academy in Colorado.
- 1957 - Il programma televisivo Panorama della BBC trasmette un servizio su degli Alberi degli Spaghetti nel Canton Ticino. È uno dei più famosi Pesci d'aprile.
- 1960 - Gli Stati Uniti lanciano il primo satellite meteorologico TIROS-1.
- 1976
  - In New Jersey la Corte suprema riconosce di fatto l'eutanasia concedendo a Karen Ann Quinlan, in coma da un anno, il diritto a morire.
  - Steve Jobs e Steve Wozniak fondano la Apple Computer.
- 1979 - Con un voto quasi plebiscitario la Persia diventa Repubblica islamica dell'Iran
- 1984 - Pozzuoli viene colpita da 500 scosse di terremoto in poche ore. Si parla di sciame bradisismico.
- 1994 - L'Ungheria presenta domanda di adesione all'Unione europea.
- 1997 - In Giappone viene mandato in onda il primo episodio dell'anime Pokémon
- 2001
  - Un aeroplano Lockheed P-3 Orion della United States Navy viene a collisione con un jet da combattimento cinese, il cui pilota è disperso. L'equipaggio dell'aereo statunitense effettua un atterraggio d'emergenza ad Hainan (Repubblica Popolare Cinese) e viene catturato: sarà rilasciato solo l'11 aprile.
  - Il presidente in carica della Jugoslavia Slobodan Milošević viene fatto prigioniero da forze speciali di polizia: è ritenuto responsabile di crimini di guerra.
  - I Paesi Bassi diventano il primo paese al mondo a legalizzare il matrimonio fra persone dello stesso sesso e nella capitale Amsterdam si celebrano i matrimoni di tre coppie gay ed una di lesbiche.
- 2002 - Nei Paesi Bassi entra in vigore la legge che consente l'eutanasia.
- 2003 - Guerra in Iraq: ad Al-Hilla le truppe americane fanno fuoco contro un camioncino che non si ferma all'alt, causando 10 morti e 5 feriti, tutti civili.
- 2004 - Google pubblica il servizio adware di posta elettronica Gmail.

## Nati
Ci sono circa 1 290 voci su persone nate il 1º aprile; vedi la pagina Nati il 1º aprile per un elenco descrittivo o la categoria Nati il 1º aprile per un indice alfabetico.

## Morti
Ci sono circa 520 voci su persone morte il 1º aprile; vedi la pagina Morti il 1º aprile per un elenco descrittivo o la categoria Morti il 1º aprile per un indice alfabetico.

## Feste e ricorrenze

### Civili
Internazionali:
- Pesce d'aprile

Nazionali:
- San Marino - Cerimonia di insediamento dei capitani reggenti, eletti dal Consiglio Grande e Generale.

### Religiose
Cristianesimo:
- Sante Agape, Chionia e Irene di Tessalonica, martiri a Salonicco
- Sant'Alessandro di Sicilia, martire mercedario
- San Celso di Armagh, vescovo
- San Gilberto di Caithness, vescovo
- San Lodovico Pavoni, sacerdote
- Santa Maria Egiziaca
- San Melitone di Sardi, vescovo
- Sant'Ugo di Grenoble, vescovo
- San Valerio di Leuconay (Valerico), abate
- Santi Venanzio di Delminium e compagni, martiri in Dalmazia e Istria
- Beati Anacleto González Flores e tre compagni, laici martiri
- Beato Enrico Alfieri, francescano
- Beato Giovanni Bretton, martire
- Beato Giuseppe Girotti, sacerdote domenicano, martire
- Beato Ugo di Bonnevaux, abate
- Beata Zofia Czeska-Maciejowska, fondatrice delle Vergini della Presentazione della Beata Vergine Maria

Religione romana antica e moderna:
- Calende
- Veneralia
- Natale di Venere Verticordia
- Natale di Fortuna Virile (Fortuna Virilis)